# Tonia Tisdell
Tonia Tisdell (sinh 20 tháng 3 năm 1992) là một cầu thủ bóng đá Liberia thi đấu cho MKE Ankaragücü mượn từ Osmanlıspor.

## Sự nghiệp
Tisdell gia nhập Ankaraspor vào tháng 1 năm 2009 nhưng vào mùa hè 2009 được cho mượn đến câu lạc bộ hạng hai Karşıyaka S.K. trong hai mùa giải. Anh ghi bàn trong trận ra mắt đầu tiên và cho câu lạc bộ Karşıyaka S.K. trước Kartalspor trong Cúp bóng đá Thổ Nhĩ Kỳ.
Mersin İdman Yurdu kí hợp đồng với Tonia D. Tisdell cho mượn đến hết mùa giải.

## Sự nghiệp quốc tế
Anh đang là thành viên của Đội tuyển bóng đá quốc gia Liberia. Ngày 11 tháng 10 năm 2008, Tisdell có trận đấu đầu tiên cho Liberia trước Algérie.